# ジェイムズ・デイヴィス・ポーター
ジェイムズ・デイヴィス・ポーター（James Davis Porter, 1828年12月7日 - 1912年5月18日）は、アメリカ合衆国の政治家。1875年から1879年まで第24代テネシー州知事、1885年から1887年まで第16代アメリカ合衆国国務次官補を務めた。

## 生涯
1828年、ポーターはテネシー州パリスにおいて誕生した。ポーターは1846年にナッシュヴィル大学を卒業した。ポーターは1859年にテネシー州下院議員に選出された。
南北戦争が勃発すると、ポーターは連合国側を支持した。ポーターはテネシー州で組織された暫定陸軍に従事した。南北戦争後、ポーターは公民権を回復し、民主党から再び政界入りした。ポーターはテネシー州の巡回裁判所判事に選出された。
その後1875年、ポーターはテネシー州知事に選出された。ポーターが州知事に就任したとき、テネシー州は州の経済規模をはるかに上回る負債を抱えていた。ポーターの最大の任務は、州の債務への対処であった。ポーターは、公教育の強い支持者であった。ポーターは州知事として、自由黒人のための最初の医学校をナッシュビルに設立した。またポーターは、いわゆる「4マイル法」を採用し、すべての学校から周囲4マイル圏内で酒類を販売することを禁止した。ポーターは1879年の任期満了までテネシー州知事を務めた。
その後ポーターは、1885年から1887年までアメリカ合衆国国務次官補を、1893年から1894年まで駐チリ公使を務めた。そして1912年、ポーターはテネシー州パリスで死去した。ポーターの遺体はパリス市内の市営墓地に埋葬された。
| 公職                              | 公職                                                          | 公職                              |
| --------------------------------- | ------------------------------------------------------------- | --------------------------------- |
| 先代 ジョン・カルヴィン・ブラウン | テネシー州知事 1875年1月18日 - 1879年2月16日                  | 次代 アルバート・スミス・マークス |
| 先代 ジョン・デイヴィス           | アメリカ合衆国国務次官補 1885年3月20日 - 1887年9月17日        | 次代 ジョージ・ライヴス           |
| 先代 パトリック・イーガン         | 在チリアメリカ合衆国特命全権公使 1893年7月4日 - 1894年3月14日 | 次代 エドワード・ストロベル       |